# منظمة استكشاف الفضاء اليابانية
وكالة استكشاف الفضاء اليابانية (اليابانية: 独立行政法人宇宙航空研究開発機構، دوكريتسو گيوسي-هوجين يتشو كوكو كينكيو كايهاتسو كيكو) أو JAXA، هي وكالة الفضاء اليابانية الوطنية، شكلت الوكالة في 1 أكتوبر، 2003. شكلت الوكالة من اندماج ثلاث منظمات مستقلة مكونةًُ بذلك معهد إداري مستقل. الوكالة مسؤولة عن البحث، وتطوير، وإطلاق الأقمار الصناعية إلى المدارات، وكداعم تشارك الوكالة في أبحاث فلكية مع احتمال قريب بمهمة بشرية تابعة لها إلى القمر. شعار الوكالة هو الوصول إلى السماء، استكشاف الفضاء.

## تاريخ
.

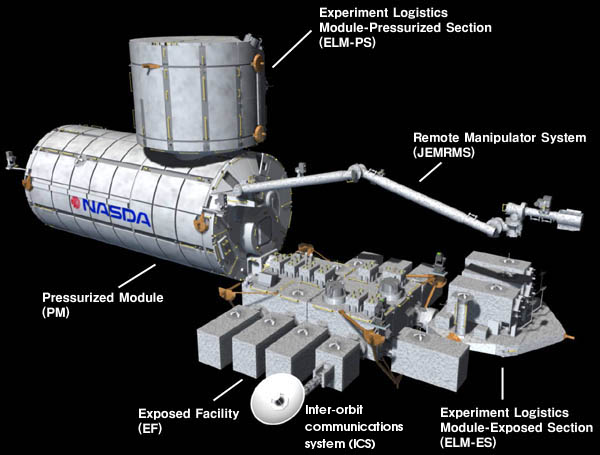
منظمة استكشاف الفضاء اليابانية كيبو, أكبر نموذج لمحطة الفضاء الدولية

في 1 أكتوير، 2003، اندمجت ثلاث وكالات لتشكيل الوكالة وهذه المنظمات كانت:
معهد الفضاء والعلوم الفلكية التابع لليابان (ISAS)، المختبر الفضائي الوطني الياباني(NAL)، وكالة التطوير الفضائي الوطني التابع لليابان (NASDA).
قبل الدمج، ISAS كانت مسؤولة عن الأبحاث في الفضاء الخارجي والكوكبية. NAL، ركزت على بحوث الملاحة والإطلاق. NASDA، أنشئت 1 أكتوبر، 1969، طورت الصواريخ، الأقمار صناعية، وبنت أيضاً وحدة الاختبار اليابانية. إثنتان من هذه الوكالات أضيفت إلى محطة الفضاء الدولية.
و يوم الثلاثاء 7 مارس/آذار 2023 أعلنت الوكالة عن فشل تجربتها لإطلاق أول صاروخ من سلسلة صواريخ نوع "اتش-3" H-3 الجديدة و المخصص لحمل قمر صناعي للمراقبة يحمل إسم "الساتل المتقدم لرصد الأرض" Advanced Land Observing Satellite-3 بعد لحظات من بدء إطلاقه من مركز "تانيغاشيما" الفضائي (Tanegashima Space Center) جنوب غربي اليابان على الساعة 10:37 صباحا (01:37 بتوقيت غرينتش) حيث أصدر مركز القيادة أمرا بالتدمير الذاتي للصاروخ نتيجة أرجحية فشل مهمة إطلاقه 

## الصواريخ
الوكالة تستعمل صواريخ (H-IIA) «أتش 2 أي» صاروخ من منظمة NASDA لإطلاق أقمار الأبحاث الهندسية، أقمار الأحوال الجوية..الخ، والأبحاث العلمية كصور فلكية بالأشعة السينية، وأستعملت الوكالة صورايخ M-V «أم 5» صاروخ يستعمل الوقود الصلب من ISAS. حالياً، تعمل مع أنشاكواجيما-هاريما للصناعات الثقيلة ووكالة الجالكسي الحرة، على تطوير صاروخ (GX)، أول صاروخ في العالم يستعمل الغاز المسال كوقود. ويعرف أن المطلق الرئيسي للصاوريخ هو مركز تانيغاشيما الفضائي.

## تطويرات ومهام الإطلاق

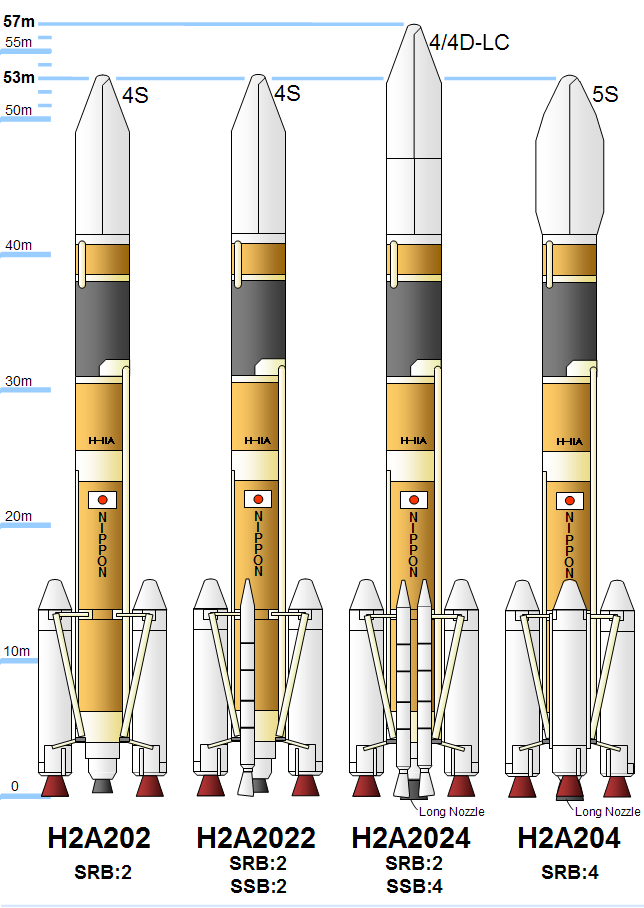
H-IIA

### تاريخ الصاروخ
أطلقت اليابان أول قمر صناعي لها باسم اوسامي في 1970 بواسطة صاروخ L-4S وكانت ISAS هي من أطلقته. اليابان اختارت الطريق البطيء للاستخدام الصورايخ ذو تقنية الوقود السائل، أول تصميم لصواريخ H-II في عام 1994 م، وبالرغم من ذلك فقد عانت الوكالة من حالتين فاشلتين وضع تقنية الصواريخ اليابانية عرضة للانتقاد.

### مهام H-IIA
كان إطلاق H-IIA إلى الفضاء 29 نوفمبر 2003، أول مهمة للوكالة، أدى الفشل التقني دورة في إظهار المشاكل الجدية، ولكن بعد 15 شهراً من النقص، أطلقت الوكالة H-IIA إلى خارج الأرض عن طريق مركز تانيغاشيما الفضائي، وكان ذلك 26 فبراير 2006.

### سيلين
- سيلين (مركبة فضائية)